# Ustrój polityczny Korei Południowej
Republika Korei jest republiką, w której władza dzielona jest pomiędzy prezydentem a ciałem ustawodawczym, zwanym Zgromadzeniem Narodowym. Głową państwa jest prezydent wybierany na okres pięciu lat, może być wybrany tylko raz. Mianuje on premiera, który tworzy rząd. Zgromadzenie Narodowe składa się z 300 posłów wybieranych na cztery lata. System sądowniczy zawiera Sąd Najwyższy, sądy apelacyjne oraz Sąd Konstytucyjny. Państwo dzieli się na dziewięć prowincji i sześć miast administrowanych oddzielnie – Seul, Pusan, Inczon, Daegu, Gwangju oraz Taejŏn.

## Nazwy kraju
- Obowiązująca nazwa: Republika Korei
- Potoczna nazwa: Korea Południowa
- Pełna nazwa lokalna: Daehan Minguk (hangul: 대한 민국; hancha: 大韓民國)
- Skrócona nazwa lokalna: Hanguk (hangul: 한국; hancha: 韓國)
- Kod samochodowy: ROK

## Ustrój
Republika
Stolica: Seul

## Podział administracyjny
(Zob.: Podział administracyjny Korei Południowej, Miasta specjalne w Korei)
1 Miasto Specjalne (Teukbyeolsi), 6 Miast Metropolii (Gwangyeoksi) oraz 9 prowincji (Do).
- Seul Tŭkpyŏlshi
- Pusan Kwangyŏksi
- Daegu Kwangyŏksi
- Inczon Kwangyŏksi
- Daejeon Kwangyŏksi
- Gwangju Kwangyŏksi
- Ulsan Kwangyŏksi* Chungcheong Północny
- Chungcheong Południowy
- Gangwon
- Gyeonggi
- Gyeongsang Północny
- Gyeongsang Południowy
- Czedżu
- Jeolla Północna
- Jeolla Południowa

## Niepodległość
15 sierpnia 1945 – wyzwolenie spod okupacji japońskiej

## Konstytucja
25 lutego 1988

## System prawny
Zawiera elementy systemów prawa cywilnego Europy, angloamerykańskiego oraz klasycznej filozofii chińskiej.

## Wiek wyborczy
20 lat

## Władza wykonawcza
- Głowa państwa: Prezydent Republiki Korei Lee Jae-myung
- Szef administracji: Premier Republiki Korei Kim Min-seok
- Rząd: Rada Państwa mianowana przez prezydenta po rekomendacji premiera.
- Wybory: prezydent wybierany w powszechnym głosowaniu na jedną pięcioletnią kadencję. Premier mianowany przez prezydenta. Wicepremierzy i ministrowie mianowani przez prezydenta po rekomendacji premiera.

## Władza ustawodawcza
- Ciało ustawodawcze: jednoizbowe Zgromadzenie Narodowe – Gukhoe (kor. 국회, hancha: 國會) (300 miejsc; posłowie wybierani w powszechnych wyborach na okres 4 lat)
- Wybory: ostatnie odbyły się 13 kwietnia 2016[1]

## Partie polityczne i liderzy
- Partia Władzy Ludowej (108 miejsc[2]): przewodniczący Joo Ho-young(inne języki)[3]
- Partia Demokratyczna (176 miejsc[4]): przewodniczący Jung Chung-rae(inne języki)[5]

## Flaga

Flaga Republiki Korei

Flaga Korei Południowej jest biała z czerwono-niebieskim symbolem yin i yang umieszczonym w centrum. W każdym rogu umieszczony jest czarny trigram z chińskiej księgi Yijing (Księga Przemian).